# Avis technique
Pour les articles homonymes, voir avis et AT.
Un Avis Technique (dans le jargon de la construction : AT ou ATec) est une procédure française d’évaluation des niveaux de performance atteints par un système constructif en fonction d'un domaine d'application. (façade, plancher, fenêtre, etc.). Il est conçu pour répondre aux contraintes et caractéristiques du marché français. La procédure d'Avis Technique est décrite dans l'arrêté du 21 mars 2012.
L'Avis Technique est délivré par un organisme reconnu par l'État : la Commission Chargée de Formuler les Avis technique - la CCFAT qui a été renouvelée par arrêté du 21 mars 2012. La CCFAT confie au Centre Scientifique et Technique du Bâtiment (CSTB) la mission d’instruire les demandes et de publier les Avis Techniques et les Documents Techniques d'Application.
En définissant clairement les limites d'emploi du système constructif, l'Avis Technique assure son titulaire d'un usage de son système adapté à son intégration dans le bâtiment, tout en informant son utilisateur des modalités de conception et de mise en œuvre.

## Historique
En France, l’Avis Technique a été institué le 2 décembre 1969 par arrêté interministériel du ministre chargé de la construction et de l'habitation, dans un contexte d’expansion du secteur du Bâtiment.
Son objectif est de développer le recours à des produits et procédés sortant des pratiques et savoir-faire traditionnels pour entrer dans le champ de l'innovation.
L’Avis Technique est formulé par des groupes spécialisés par domaines d’application (couverture, bardage rapporté, équipement solaire, etc.), dont le secrétariat est assuré par le Centre Scientifique et Technique du Bâtiment.

## Procédure
En 2013, la procédure, datant d’une quarantaine d’années, a été réformée. Une seconde phase de réforme de l’Avis Technique est lancée en 2019 portant sur :
- Son utilisation
- Son contenu
- Sa procédure

Cette réforme est entrée en application en janvier 2021.
La procédure de l’Avis Technique est composée, en France, de trois étapes : la constitution de la demande, son instruction (procédure d’échanges) et la remise de décision finale. 

### Durée de validité
Les Avis Techniques sont délivrés pour une durée de validité comprise entre deux et sept ans conformément à l’article 6 de l’arrêté du 21 mars 2012. 

### Chiffres clés
- Près de 60% des titulaires d'Avis Techniques sont des PME (moins de 250 salariés).
- Près de 30% des titulaires d'Avis Techniques sont des entreprises domiciliées à l’étranger[8].

## Autres Avis en Europe
D'autres organismes nationaux ou homologués par les États sont chargés de l'instruction des demandes d'Avis sur les techniques constructives en Europe en suivant des procédures propres à chaque pays visé par le procédé.
Les demandes comportent un dossier technique exposant la nature du procédé concerné, ses prétentions en matière de performances et des annexes techniques illustrant le procédé, sa fabrication et sa mise en œuvre. L'organisme évaluateur fait subir une série de tests au produit ou au système de construction recouvrant différents champs d'expertise : sismique, acoustique, thermique, comportement au feu, etc.
Une autre procédure est prévue par le Règlement Produits de Construction (règlement (UE) n°305/2011) : l'Évaluation Technique Européenne (ETE) des produits. Elle succède progressivement aux Agréments Techniques Européens (ATE) et est une démarche volontaire, préalable à la Déclaration de Performance et au marquage CE d’un produit non couvert par une norme européenne harmonisée. 
Depuis l'uniformisation au niveau européen des règles de calcul des structures, l'ensemble des Avis sur les techniques constructives en Europe rendus par les agences européennes se réfèrent aux Eurocodes.

## Organismes homologués
Tableau présentant les organismes évaluateurs par pays, avec un récapitulatif de données relatives au traitement des demandes d’évaluations. Données 2013.
| Pays      | Organisme | Statut        | Domaine                                                                  | Coût d'instruction de l'avis | Durée moyenne d'instruction de l'avis |
| --------- | --------- | ------------- | ------------------------------------------------------------------------ | ---------------------------- | ------------------------------------- |
| France    | CSTB      | Public (EPIC) | Avis technique pour procédés pour un ouvrage de construction             | 2 800 à 24 000 €             | 8 mois                                |
| France    | SETRA     | Public (EPIC) | Avis technique pour procédés de travaux routiers[réf. nécessaire]        |                              |                                       |
| Allemagne | DIBt (en) | Public        | « Allgemeine bauaufsichtliche Zulassung (de) » pour procédés du bâtiment | 1 100 à 27 000 €             |                                       |
| Belgique  | UBAtc     | Public        | Produits du bâtiment                                                     | 6 800 à 20 600 €             |                                       |